# Leftoverture
Leftoverture — четвёртый студийный альбом американской рок-группы Kansas, выпущенный в 1976 году. Ремастер альбома был издан на CD в 2001 году. Это был первый альбом группы, сертифицированный RIAA. Пять раз удостоился «платинового» статуса в Соединенных Штатах. Также в 2015 году альбом занял 32 место в списке «50 величайших прог-рок-альбомов всех времён» журнала Rolling Stone.

## Выпуск и отзывы
Стив Уолш начал испытывать творческий кризис ещё до начала записи, и его вклад в альбом в конечном счете был ограничен соавторством трёх песен. Остальную часть альбома сочинил Керри Ливгрен. Новые композиции, как и предыдущие работы Ливгрена, в значительной степени вдохновлены классической музыкой. Альбом открывается песней «Carry On Wayward Son», написанной Ливгреном как продолжение «The Pinnacle», заключительной песни с предыдущего альбома Masque (1975).   

Запись альбома проходила в звукозаписывающей студии «Studio in the Country» в штате Луизиана. В эпизоде радиопередачи In the Studio with Redbeard, посвящённом выходу «Leftoverture», Керри Ливгрен следующим образом объяснил происхождение названия студии:  
Это было посреди болота, мы выходили из студии, и перед студией обитали аллигаторы, тучи комаров размером с B-52, а иногда броненосцы забегали в диспетчерскую .
Альбом был неоднозначно встречен критикой. В публикации журнала Rolling Stone Leftoverture назван лучшим на тот момент альбомом Kansas, который «обеспечит Kansas место рядом с Boston и Styx как одной из свежих молодых американских групп, которые сочетают жёсткое драйвовое звучание (правда, с нехваткой ярких соло) с короткими, плотными мелодическими линиями и приятным вокалом». Журнал Playboy оценил альбом как «чрезвычайно сильный» и похвалил Kansas за то, что он представляет «традиционные ценности Среднего Запада, музыкального сердца нашей страны». 
В то же время, музыкальный журналист Роберт Кристгау отметил, что альбому «не хватает интеллекта и убедительности европейского прогрессивного рока, и что самоуничижительный юмор, подразумеваемый в названиях песен и альбомов, полностью отсутствует в самой записи». По мнению Стивена Томаса Эрлевайна из AllMusic, во всё альбоме нет «ни цепляющих моментов, ни величественности, которые сделали бы его интересным», если не считать выдающийся сингл «Carry On My Wayward Son», и то, что Kansas «не сделали больше ничего подобного, говорит как об их непомерных амбициях, так и об отсутствии мастерства». Реакция Гэри Граффа была более положительна: по его мнению, Leftoverture стал «прорывным альбомом Kansas, выражающим широкую палитру музыкальных ощущений». По мнению Мэтта Уордлоу из Ultimate Classic Rock, композиции «Carry On Wayward Son», «Magnum Opus», «The Wall», «What’s on My Mind» и «Opus Insert» имеют все шансы стать классикой рок-музыки.

## Обложка и название альбома
Название альбома, Leftoverture, представляет собой комбинацию слов «leftover» (англ. остаток) и «overture» (англ. увертюра).

По воспоминаниям участников Kansas: 
«…К этому времени художники начали присылать нам свои работы. Мы посмотрели разные иллюстрации и сочли, что действительно классным получился старик. Название „Leftoverture“ у нас уже было. Изначально так должна была называться песня „Magnum Opus", но название было таким замечательным, что мы сказали: „К черту, давайте так назовем весь альбом“. Это сработало. А песня стала называться „Magnum Opus“. Идея принадлежала Дэйву Макмакену[что?], и мы подумали, что это действительно круто. Он придумал и старика, и „туалетную бумагу" — кто-то сказал, что на бумага на обложке выглядела как туалетная. Сперва был краб, а теперь туалетная бумага…»

## Треклист
Слова и музыка всех песен — Керри Ливгрен (Kerry Livgren) за исключением случаев, когда отмечено иное.
| №  | Название                  | Автор(ы)             | Длительность |
| -- | ------------------------- | -------------------- | ------------ |
| 1. | «Carry On Wayward Son»    |                      | 5:23         |
| 2. | «The Wall»                | Livgren, Steve Walsh | 4:51         |
| 3. | «What's on My Mind»       |                      | 3:28         |
| 4. | «Miracles Out of Nowhere» |                      | 6:28         |

| №  | Название | Автор(ы)                                                               | Длительность |
| -- | --- | ---------------------------------------------------------------------- | ------------ |
| 5. | «Opus Insert» |                                                                        | 4:30         |
| 6. | «Questions of My Childhood» | Walsh, Livgren                                                         | 3:40         |
| 7. | «Cheyenne Anthem» |                                                                        | 6:55         |
| 8. | «Magnum Opus" - a. "Father Padilla Meets the Perfect Gnat" - b. "Howling at the Moon" - c. "Man Overboard" - d. "Industry on Parade" - e. "Release the Beavers" - f. "Gnat Attack» | Livgren, Walsh, Rich Williams, Dave Hope, Phil Ehart, Robby Steinhardt | 8:25         |

| №   | Название                                                             | Длительность |
| --- | -------------------------------------------------------------------- | ------------ |
| 9.  | «Carry On Wayward Son» (live at Pine Knob Music Theatre, Michigan)   | 4:43         |
| 10. | «Cheyenne Anthem» (live at Palladium in New York City, Декабрь 1977) | 6:41         |

## Персоналии
Kansas:
- Стив Уолш (Steve Walsh) — орган, фортепиано, дополнительные синтезаторы, вибрафон, ведущий и бэк-вокал.
- Керри Ливгрен (Kerry Livgren) — электрогитара, фортепиано, клавинет, синтезаторы Moog, Oberheim и ARP.
- Робби Стейнхардт (Robby Steinhardt) — скрипка, альт, вокал на «Miracles Out of Nowhere» и «Cheyenne Anthem», бэк-вокал.
- Рич Уильямс (Rich Williams) — электрическая и акустическая гитары.
- Дэйв Хоуп (Dave Hope) — бас-гитара.
- Фил Эхарт (Phil Ehart) — барабаны, ударные.

Приглашённые музыканты:
- Тойе ЛаРокка (Toye LaRocca), Шерил Норман (Cheryl Norman) — детские голоса в «Cheyenne Anthem».

Над релизом работали:
- Джефф Гликсман (Jeff Glixman) — продюсер, помощник звукорежиссёра, продюсер ремастированного издания.
- Билл Эванс (Bill Evans) — звукорежиссёр.
- Эдвин Хобгуд (Edwin Hobgood), Рэй Блэк (Ray Black) — дополнительная помощь в студии.
- Джордж Марино (George Marino) — мастеринг в Sterling Sound, New York City, New York
- Джефф Магид (Jeff Magid) — продюсер ремастированного издания.

## Чарты
| Год  | Чарт                          | Позиция |
| ---- | ----------------------------- | ------- |
| 1977 | Australia (Kent Music Report) | 68      |
| 1977 | RPM100 Альбомы (Canada)       | 2       |
| 1977 | Billboard 200 (US)            | 5       |

| Год  | Название               | Чарт                    | Позиция |
| ---- | ---------------------- | ----------------------- | ------- |
| 1977 | «Carry On Wayward Son» | RPM100 Singles (Canada) | 5       |
| 1977 | «Carry On Wayward Son» | Billboard Hot 100 (US)  | 11      |
| 1978 | «Carry On Wayward Son» | UK Singles Chart        | 51      |
| 1977 | «What’s on My Mind»    | RPM100 Singles (Canada) | 89      |

## Сертификаты
| Страна | Организация | Год  | Продажи                   |
| USA    | RIAA        | 2001 | 5x Platinum (+ 5,000,000) |
| Canada | CRIA        | 1978 | Platinum (+ 100,000)      |